# Lenhovda församling
Lenhovda församling var en församling i Växjö stift, i Uppvidinge kommun. Församlingen uppgick 2012 i Lenhovda-Herråkra församling. 
Församlingskyrka var Lenhovda kyrka.

## Administrativ historik
Församlingen har medeltida ursprung.
Församlingen var fram till 1 maj 1920 moderförsamling i pastoratet Lenhovda och Ekeberga för att därefter utgöra ett eget pastorat. Från 1962 till 2012 bildade församlingen pastorat med Herråkra församling.. Församlingen uppgick 2012 i Lenhovda-Herråkra församling.

## Kyrkoherdar
| Ämbetstid | ! Namn                          | Levnadstid | Övrigt                                   |
| --------- | ------------------------------- | ---------- | ---------------------------------------- |
| 1545      | Nils Orm                        |            |                                          |
| 1547–1597 | Sveno Petri                     |            |                                          |
| 1599–1603 | Johannes Nicolai                |            | Senare kyrkoherde i Tolgs församling.    |
| 1603–1608 | Andreas Benedicti               |            |                                          |
| 1612–1617 | Benedictus Hök                  |            |                                          |
| 1618–1655 | Magnus Benedicti                |            |                                          |
| 1655–1688 | Laurentius (Johannis) Tvetovius | 1612–1688  |                                          |
| 1689–1703 | Steno Rothman                   | 1640–1703  |                                          |
| 1703–1726 | Enoch L. Tvetovius              | 1663–1726  |                                          |
| 1727–1735 | Magnus Klase                    | 1688–1735  |                                          |
| 1736–1771 | Nicolaus Grönquist              | 1697–1771  |                                          |
| 1772–1779 | Isac Widebeck                   | 1712–1779  |                                          |
| 1780–1795 | Jonas Wieselgren                | 1724–1795  |                                          |
| 1796–1835 | Johan Engstrand                 | 1753–1835  |                                          |
| 1835–1854 | Johan Engstrand                 | 1773–1854  |                                          |
| 1855–1873 | Nils Ekebom                     | 1800–1873  |                                          |
| 1874–1889 | Johan Wilhelm Sjöstrand         | 1815–1889  |                                          |
| 1890–1905 | Frans Nikolaus Hagström         |            | Senare kyrkoherde i Vetlanda församling. |
| 1906–1922 | Henning Theofil Pleijel         | 1850–1922  |                                          |
| 1923–1930 | Klas Herbert Linde              | 1881–      |                                          |